# Triết bụng vàng
Triết bụng vàng (tiếng Tày: đắc đon, danh pháp hai phần: Mustela kathiah) là loài thú thuộc chi Chồn. Loài này sống trong các khu rừng thông ở Bhutan, Trung Quốc, Ấn Độ, Lào, Myanmar, Nepal, Thái Lan và Việt Nam. Lưng và đuôi triết bụng vàng có màu nâu sẫm. Loài này có chiều dài toàn thân 25–27 cm, đuôi dài 12,5–15 cm, cân nặng khoảng 1,5 kg.